# Klaus Eisenmann
Klaus Eisenmann (* 8. April 1940; † 21. Oktober 2024) war ein deutscher Dirigent und Musikpädagoge.
Eisenmann studierte an der Musikhochschule Mannheim bei Richard Laugs und Hans Vogt. Er erhielt dann ein Engagement als Korrepetitor mit Dirigierverpflichtung am Nationaltheater Mannheim unter Leitung von Horst Stein. Er wirkte als Kapellmeister in Darmstadt und Lübeck und war von 1978 bis 1997 Generalmusikdirektor des Stadttheaters Pforzheim. Dort arbeitete er mit Solisten wie Peter Rösel, Paul Badura-Skoda, Rudolf Buchbinder, Gerhard Oppitz, Edith Peinemann, Rainer Kussmaul und Heinrich Schiff zusammen. Außerdem trat er als Dirigent mit den Stuttgarter Philharmonikern, der Südwestdeutschen Philharmonie Konstanz, der Württembergischen Philharmonie Reutlingen und der Staatsphilharmonie Irkutsk auf.
Ab 1981 war Eisenmann Dozent für Dirigieren an der Musikhochschule Mannheim; von 2002 bis 2004 war er zudem Leiter der Opernschule. Als ständiger Gastdirigent arbeitete er ab 1997 mit der Staatsoper Danzig, der Arthur Rubinstein Philharmonie Lodz, der Staatsoper Lodz, der Oper Stettin, der Operette Breslau und dem Johann Strauß Orchester Budapest zusammen. Von 2002 bis 2018 war er Leiter des Stamitz-Orchesters Mannheim und von 2006 bis 2023 Dirigent des Jugendsinfonieorchesters Bruchsal.
Er wohnte bis zu seinem Tod in Neulußheim.